# Samoniklo jestivo bilje
Samoniklo jestivo bilje je pored lova svakako najstariji čovjeku raspoloživ izvor hrane. Danas je uporaba spomenutog potpuno očuvana samo kod zajednica koje nisu imale jači dodir s onime što se naziva civilizacijom. Posljednjih nekoliko desetljeća interes za ovo područje kod nas sve više raste. Najčešće korišteno u vrijeme raznih nepogoda i nestašica izazvanih ratovima, samoniklo jestivo bilje postupno polako ali sigurno ponovo zauzima mjesto koje mu i pripada.
U Hrvatskoj je branje samoniklog jestivog bilja najraširenije na jugu, u Istri, primorju, Dalmaciji,na otocima i u Zagori.
U pravilu znatno bogatije vitaminima i mineralima te mikroelementima od onog uzgojenog, te također bitno manje onečišćeno najrazličitijim toksinima koje nazovi suvremeno poljodjelstvo koristi. Dakako pri branju nikako ne smijemo biti rukovođeni pohlepom i željom da sve eto uzmemo za sebe jer ne zaboravimo da o ovom resursu zavisi i ne malobrojan životinjski svijet. Sabirati treba isključivo vrste koje zaista dobro poznajemo. Rijetke i zaštićene vrste sabirati samo u ekstremnim situacijama.

## Bilje s jestivim nadzemnim dijelovima
U tabeli su navedene samo vrste koje dolaze češće i u većem broju. Ne brati biljke koje rastu u blizini prometnica ili na zagađenim mjestima!
| Latinsko ime            | Hrvatsko ime         | Dio koji se koristi                              | Priprema                                             | Vrijeme / mjesto branja                          |
| ----------------------- | -------------------- | ------------------------------------------------ | ---------------------------------------------------- | ------------------------------------------------ |
| Urtica dioica           | kopriva              | mladi listovi, vrhovi                            | kuhana                                               | ožujak - travanj / polja, šume, uz putove        |
| Taraxacum officinale    | maslačak             | mladi listovi, cvjetovi, pupoljci                | salata, kuhan, pupoljci kiseljeni, "med" od cvjetova | ožujak - travanj / livade, uz putove             |
| Allium ursinum          | medvjeđi luk         | mladi listovi, cvijet, nezreli plodovi, lukovice | salata, kuhan, smrznut                               | veljača - svibanj / šume                         |
| Allium schoenoprasum    | vlasac               | mladi listovi                                    | salata, kuhan                                        | travanj - lipanj / livade, voćnjaci              |
| Capsella bursa pastoris | rusomača             | mladi listovi, prije izbijanja stabljike         | salata, kuhan                                        | travanj / livade, uz puteve                      |
| Alliaria officinalis    | češnjevka            | mladi listovi, sjemenke                          | salata, kuhana, sjemenke za senf                     | travanj / šume                                   |
| Malva sylvestris        | crni sljez           | mladi listovi                                    | kuhani                                               | travanj /livade, uz puteve                       |
| Rumex crispus           | štavelj              | mladi listovi                                    | kuhani                                               | travanj / livade, voćnjaci                       |
| Rumex acetosa           | obična kiselica      | mladi listovi                                    | salata                                               | travanj /livade, voćnjaci                        |
| Asparagus officinalis   | ljekovita šparoga    | mladi izdanci                                    | kuhana                                               | travanj / uz rijeke, pjeskovito tlo              |
| Asparagus acutifolius   | oštrolisna šparoga   | mladi izdanci                                    | kuhana                                               | veljača - travanj / primorje, grmlje             |
| Humulus lupus           | hmelj                | mladi izdanci                                    | kuhani                                               | ožujak - travanj / na rubu šume, uz rijeke       |
| Tamus communis          | bljušt - kuka        | mladi izdanci                                    | kuhani                                               | travanj - lipanj / šume                          |
| Borago officinalis      | boražina             | mladi listovi                                    | salata,kuhani                                        | ožujak - svibanj / polja, vrtovi                 |
| Chenopodium album       | bijela loboda        | mladi listovi, vrhovi                            | kuhani                                               | travanj - svibanj / polja, uz puteve             |
| Barbarea vulgaris       | obična repnica       | mladi listovi                                    | salata                                               | ožujak - travanj / šume, vlažna polja, uz puteve |
| Stellaria media         | mišjakinja           | mladi listovi, vrhovi                            | salata, kuhana                                       | veljača - svibanj / voćnjaci, šume               |
| Diplotaxis tenuifolia   | uskolisni dvoredac   | mladi listovi, vrhovi                            | salata, kuhana                                       | ožujak - svibanj / uz puteve, šljunak            |
| Oxalis acetosela        | zečja soca           | mladi listovi, vrhovi                            | salata, kuhana                                       | veljača - svibanj / šume                         |
| Portulaca oleracea      | tušt                 | mladi listovi, vrhovi                            | salata, kuhana                                       | svibanj - srpanj / uz puteve, šljunak            |
| Cichorium intybus       | cikorija             | mladi listovi                                    | salata, kuhana                                       | ožujak - lipanj / livade, uz puteve              |
| Sonchus oleraceus       | obični ostak         | mladi listovi, vrhovi                            | salata, kuhana                                       | travanj - lipanj / zapuštene površine            |
| Veronica beccabunga     | potočna čestoslavica | mladi listovi, vrhovi                            | sviježi                                              | travanj - rujan / uz potoke                      |
| Nasturtium officinale   | ljekovita potočarka  | mladi listovi, vrhovi, prije cvatnje             | svježi                                               | travanj - rujan / uz potoke                      |
| Plantago lanceolata     | uskolisni trputac    | mladi listovi                                    | svježi, kuhani                                       | ožujak - travanj / suhe livade                   |

## Šumsko voće i plodovi
| Latinsko ime          | Hrvatsko ime           | Dio koji se koristi | Priprema           | Vrijeme / mjesto branja                        |
| --------------------- | ---------------------- | ------------------- | ------------------ | ---------------------------------------------- |
| Prunus avium          | divlja trešnja         | plod                | svjež, kuhan       | srpanj / bjelogorične šume                     |
| Crataegus monogyna    | glog                   | plod                | kuhan              | kolovoz - listopad / bjelogorične šume         |
| Prunus spinosa        | trnina                 | plod                | kuhan              | kolovoz - studeni / rubovi šume, uz vodu       |
| Rubus idaeus          | malina                 | plod                | svjež ili kuhan    | lipanj - kolovoz / šume                        |
| Rubus fruticosus      | kupina                 | plod                | svjež ili kuhan    | kolovoz - listopad / šume, krčevine, uz puteve |
| Fragaria vesca        | šumska jagoda          | plod                | svjež              | svibanj - srpanj / šume                        |
| Vaccinium myrtillus   | borovnica              | plod                | svjež              | lipanj - srpanj / šume                         |
| Vaccinium vitis idaea | brusnica               | plod                | svjež ili kuhan    | kolovoz - rujan                                |
| Sorbus aria           | mukinja                | plod                | svjež ili kuhan    | rujan - studeni / šume, vapnenasto tlo         |
| Sorbus domestica      | oskoruša               | plod                | svjež, fermentiran | rujan - studeni / šume, vapnenasto tlo         |
| Sorbus aucuparia      | jarebika               | plod                | kuhan              | rujan - listopad / šume, kamenito tlo          |
| Cornus mas            | drijenak               | plod                | svjež ili kuhan    | kolovoz - rujan / šume, vapnenasto tlo         |
| Sambucus nigra        | bazga                  | plod                | kuhan              | rujan / šume, uz puteve                        |
| Ceratonia siliqua     | rogač                  | plod                | sušen              | kolovoz - rujan / jadranski pojas, otoci       |
| Arbutus unedo         | maginja                | plod                | svjež ili kuhan    | listopad - prosinac / jadranski pojas, otoci   |
| Castanea sativa       | pitomi kesten          | plod                | kuhan ili pečen    | listopad / šume, kiselo tlo                    |
| Quercus petraea       | hrast                  | plod                | kuhan              | listopad / šume                                |
| Quercus ilex          | česmina - hrast crnika | plod                | kuhan ili pečen    | rujan - listopad / jadranski pojas, otoci      |
| Celtis australis      | crni koprivić          | plod                | svjež              | kolovoz - rujan / jadranski pojas, otoci       |
| Prunus mahaleb        | rašeljka               | plod                | svjež              | srpanj - kolovoz / suhe šume, vapnenasto tlo   |
| Berberis vulgaris     | žutika                 | plod                | svjež, kuhan       | srpanj - kolovoz / suhe šume, pjeskovito tlo   |
| Amelanchier ovalis    | merala                 | plod                | svjež, kuhan       | kolovoz / stijene                              |
| Viburnum opulus       | crvena hudika          | plod                | kuhan              | rujan / rub šume, proplanci                    |

## Bilje s jestivim podzemnim dijelovima
Ne brati biljke koje rastu u blizini prometnica ili na zagađenim mjestima!
| Latinsko ime         | Hrvatsko ime        | Dio koji se koristi | Priprema        | Vrijeme / mjesto branja                           |
| -------------------- | ------------------- | ------------------- | --------------- | ------------------------------------------------- |
| Arctium lapa         | čičak               | korijen             | kuhan           | rujan - prosinac / polja, krčevine, uz puteve     |
| Taraxacum officinale | maslačak            | korijen             | kuhan ili svjež | rujan - studeni / polja, uz puteve                |
| Heliantus tuberosus  | čičoka              | gomolj              | kuhan           | kolovoz - prosinac / uz rijeke                    |
| Daucus carota        | divlja mrkva        | korijen             | kuhan           | listopad - veljača / suhe livade, polja           |
| Pastinaca sativa     | pitomi pastrnak     | korijen             | kuhan           | listopad - ožujak / polja, livade                 |
| Typha latifolia      | rogoz               | podanak             | kuhan           | svibanj - rujan / uz rijeke i jezera, bare        |
| Tragopogon pratensis | livadna kozja brada | korijen             | kuhan           | rujan - studeni / livade                          |
| Eryngium campestre   | Poljski kotrljan    | korijen             | kuhan           | studeni - veljača / jadranski pojas, otoci        |
| Stachys palustris    | močvarni čistac     | podanak             | kuhan           | studeni - ožujak / močvare, kanali, vlažna mjesta |

## Začinsko bilje
Ne brati biljke koje rastu u blizini prometnica ili na zagađenim mjestima!
| Latinsko ime            | Hrvatsko ime        | Dio koji se koristi    | Priprema                  | Vrijeme / mjesto branja                         |
| ----------------------- | ------------------- | ---------------------- | ------------------------- | ----------------------------------------------- |
| Anthriscus caerefoilium | Prava krasuljica    | listovi                | svježi ili kuhani         | travanj - lipanj / rubovi šume, uz puteve       |
| Pimpinela major         | Velika bedrenika    | listovi                | kuhani                    | ožujak - travanj / uz puteve, livade            |
| Angelica arhangelica    | Ljekovita anđelika  | plodovi,mladi listovi  | kuhani                    | travanj - kolovoz / uz rijeke i potoke          |
| Carum carvi             | kim                 | plodovi,mladi listovi  | svježi, sušeni, kuhani    | lipanj - kolovoz / livade                       |
| Satureja montana        | primorski vrisak    | listovi                | svježi ili sušeni, kuhani | svibanj - studeni / krš, makija                 |
| Foeniculum vulgare      | obični komorač      | plodovi, listovi       | svježi ili sušeni, kuhani | svibanj - kolovoz / krš, makija                 |
| Crithmum maritimum      | motar               | listovi                | svježi ili ukiseljeni     | svibanj - srpanj / uz more                      |
| Armoracia lapathifolia  | hren                | korijen, mladi listovi | svježe nariban            | listopad - prosinac / polja, uz rijeke          |
| Origanum vulgare        | divlji mažuran      | listovi                | svježi ili sušeni, kuhani | travanj - kolovoz / suhe livade, vapnensto tlo  |
| Juniperus communis      | obična borovica     | plodovi                | svježi ili sušeni, kuhani | kolovoz - studeni / svijetle šume, kamenito tlo |
| Achilea officinalis     | stolisnik           | mladi listovi          | svježi, kuhani            | veljača - lipanj / livade                       |
| Thymus serpylum         | majčina dušica      | listovi                | svježi ili sušeni, kuhani | svibanj - srpanj / suhe livade                  |
| Artemisia vulgaris      | divlji pelin        | listovi, vrhovi        | kuhani                    | srpanj - kolovoz / livade, polja                |
| Ruta graveolens         | smrdljiva rutvica   | listovi, vrhovi        | kuhani                    | travanj - svibanj / kamenjar                    |
| Rosmarinus officinalis  | ružmarin            | listovi, vrhovi        | svježi ili sušeni, kuhani | cijelu godinu / jadranski pojas                 |
| Laurus nobilis          | lovor               | listovi                | svježi ili sušeni, kuhani | studeni - prosinac / jadranski pojas            |
| Myrtus communis         | mirta               | listovi, plodovi       | svježi ili sušeni, kuhani | studeni / jadranski pojas, otoci                |
| Tanacetum vulgare       | vratić              | mladi listovi, vrhovi  | kuhani                    | travanj - kolovoz / polja, livade               |
| Polygonum hydropiper    | paprac              | mladi listovi          | kuhani                    | svibanj - srpanj /uz puteve, kanale, jarke      |
| Smyrnum olustrum        | zelenkasta lesandra | mladi listovi          | kuhani                    | travanj / suhe šume                             |
| Myrhis odorata          | čehulja             | plod                   | kuhan                     | srpanj - kolovoz /šume, Gorski kotar            |

## Čajno bilje
Prije uporabe svježe bilje isjeckati što sitnije, suho smrviti. Ne brati biljke koje rastu u blizini prometnica ili na zagađenim mjestima!
| Latinsko ime            | Hrvatsko ime        | Dio koji se koristi | Priprema                                                                             | Vrijeme / mjesto branja                            |
| ----------------------- | ------------------- | ------------------- | ------------------------------------------------------------------------------------ | -------------------------------------------------- |
| Thymus serpylum         | majčina dušica      | biljka u cvatu      | preliti vrelom vodom, poklopiti, nakon 10 minuta stajanja može se procijediti i piti | svibanj - srpanj / suhe livade, kamenjar           |
| Rosa canina             | divlja ruža         | zreli plod          | preliti vrelom vodom, poklopiti, nakon 10 minuta stajanja može se procijediti i piti | rujan - listopad / uz rub šume                     |
| Mellisa officinalis     | ljekoviti matičnjak | biljka u cvatu      | preliti vrelom vodom, poklopiti, nakon 10 minuta stajanja može se procijediti i piti | travanj - rujan / uz rub šume, uz puteve, voćnjaci |
| Origanum vulgare        | Divlji mažuran      | biljka u cvatu      | preliti vrelom vodom, poklopiti, nakon 10 minuta stajanja može se procijediti i piti | travanj - rujan / kamenjar, suhe livade            |
| Mentha arvensis         | poljska metvica     | biljka u cvatu      | preliti vrelom vodom, poklopiti, nakon 10 minuta stajanja može se procijediti i piti | travanj - rujan / polja, livade                    |
| Epilobium angustifolium | ciprej              | biljka u cvatu      | preliti vrelom vodom, poklopiti, nakon 10 minuta stajanja može se procijediti i piti | travanj - kolovoz / šume, krčevine                 |
| Bellis perenis          | Obična tratinčica   | biljka u cvatu      | preliti vrelom vodom, poklopiti, nakon 10 minuta stajanja može se procijediti i piti | travanj - listopad / livade, polja                 |
| Agrimone eupatoria      | obična turica       | biljka u cvatu      | preliti vrelom vodom, poklopiti, nakon 10 minuta stajanja može se procijediti i piti | travanj - rujan /livade                            |
| Rubus idaeus            | malina              | list                | preliti vrelom vodom, poklopiti, nakon 10 minuta stajanja može se procijediti i piti | svibanj - kolovoz / šume                           |

## Jestive gljive
Sabirati samo gljive koje zaista dobro poznajemo, znači isključivo ako smo sigurni da se radi o traženoj vrsti! Ne brati gljive koje rastu u blizini prometnica ili na zagađenim mjestima!
| Latinsko ime               | Hrvatsko ime       | Dio koji se koristi | Priprema               | Vrijeme / mjesto branja                      |
| -------------------------- | ------------------ | ------------------- | ---------------------- | -------------------------------------------- |
| Boletus edulis             | vrganj             | cijela gljiva       | kuhana                 | srpanj - listopad / šume                     |
| Cantharelus cibarius       | lisička            | cijela gljiva       | kuhana, sirova         | lipanj - studeni / šume                      |
| Amanita cesarea            | blagva             | cijela gljiva       | kuhana, sirova         | lipanj - listopad / šume                     |
| Craterellus cornucopioides | crna trubača       | cijela gljiva       | svježa, sušena, kuhana | kolovoz - listopad / šume                    |
| Morchela esculenta         | smrčci             | cijela gljiva       | kuhani                 | travanj - lipanj / uz rijeke, pjeskovito tlo |
| Lactarius deliciosus       | rujnica            | cijela gljiva       | kuhana                 | kolovoz - studeni / šume                     |
| Macrolepiota procera       | velika sunčanica   | klobuk              | pohana ili kuhana      | lipanj - listopad / šume                     |
| Lepista nuda               | modrikača          | cijela gljiva       | pohana ili kuhana      | listopad - studeni/ šume                     |
| Calocybe georgi            | đurđevača          | cijela gljiva       | kuhana                 | travanj - svibanj / voćnjaci, rub šume       |
| Agaricus campestris        | pečurka            | cijela gljiva       | kuhana ili pečena      | srpanj - kolovoz / polja                     |
| Russula virescens          | golubača           | cijela gljiva       | kuhana, pečena, sirova | srpanj - kolovoz / šume                      |
| Lactarius piperatus        | paprena mliječnica | cijela gljiva       | kuhana ili pečena      | srpanj - kolovoz / šume                      |
| Coprinus comatus           | čupava gnojištarka | cijela gljiva       | kuhana ili pečena      | travanj - studeni/ polja, uz puteve, parkovi |
| Lactarius volemus          | presnac            | cijela gljiva       | kuhana ili pečena      | srpanj - kolovoz / listopadne šume           |
| Marasmius oreades          | vilin klinčac      | cijela gljiva       | kuhana ili pečena      | srpanj - kolovoz / livade                    |
| Armillaria tabescens       | grmača             | klobuk              | kuhana ili pečena      | srpanj - rujan / listopadne šume             |
| Armillaria melea           | puza               | klobuk              | kuhana ili pečena      | kolovoz - studeni / šume                     |
| Grifola frondosa           | zec gljiva         | cijela gljiva       | kuhana ili pečena      | srpanj - listopad / šume                     |
| Sarcodon imbricatum        | srnjača            | cijela gljiva       | kuhana ili pečena      | srpanj - studeni / šume                      |
| Hydnum repandum            | prosenjak          | cijela gljiva       | kuhana ili pečena      | srpanj - studeni / šume                      |
| Leccinum aurantiacum       | turčin             | klobuk              | kuhana ili pečena      | srpanj - studeni / šume                      |
| Lycoperdon perlatum        | tikvasta puhara    | cijela gljiva       | kuhana ili pečena      | lipanj - studeni / šume                      |
| Rozites caperata           | ciganček           | cijela gljiva       | kuhana ili pečena      | lipanj - studeni / šume                      |

## Aplikacije za mobilni telefon
- WILD EDIBLES FORAGE: The Master Foraging App,kompletna aplikacija s 200 biljaka,free lite verzija s 20 biljaka
- Edible Plant Guide ,Markus Rothkranz & Palingenesis, INC,950 biljaka

## Vanjske poveznice
- Plants For A Future  Arhivirana inačica izvorne stranice od 17. prosinca 2021. (Wayback Machine)
- Famine Foods  Arhivirana inačica izvorne stranice od 9. ožujka 2016. (Wayback Machine)
- Sturtevants Edible Plants of the World (1919.)
- Edible Wild Plants (1939.)
- History of cultivated vegetables (1822.)
- Fuhrer fuer Pilzfreunde : die am hufigsten vorkommenden essbaren, verdchtigen und giftigen Pilze (1898.)
- I funghi mangerecci e velenosi dell'Europa media (1899.)
- Salads and their cultivation (1911.)
- Wild vegetable mixes sold in the markets of Dalmatia (southern Croatia)